# توماس لوسون برايس
توماس لوسون برايس (بالإنجليزية: Thomas Lawson Price)‏ هو ضابط وسياسي أمريكي، ولد في 19 يناير 1809 في الولايات المتحدة، وتوفي في 15 يوليو 1870 في نفس البلد. حزبياً، نشط في الحزب الديمقراطي. وقد انتخب عضو مجلس النواب الأمريكي.